# Geneawiki
Geneawiki este un wiki, o enciclopedie online pentru genealogie în limba franceză. A fost creat în 2005. la inițiativa Geneanet. Editările din acesta sunt efectuate prin intermediul sistemului software pentru organizarea și gestionarea conținutului „MediaWiki”. Site-ul își propune să conțină tot ce ține direct sau indirect de genealogie, istoria regiunilor și familiilor. În 2011 site-ul avea peste 50.000 de articole și în 2016 existau 42.000 de editori înregistrați.

## Legături externe
- Site web oficial